# Кубок Ліхтенштейну з футболу 1945—1946
Кубок Ліхтенштейну з футболу 1945—1946 — 1-й розіграш кубкового футбольного турніру в Ліхтенштейні. Титул здобув Трізен.

## Фінал
| 13 серпня 1946 |

| Вадуц | 1–3 | Трізен |
| ----- | --- | ------ |
|       |     |        |

| Вадуц |